# 湖北省武昌实验中学
湖北省武昌实验中学位于中國湖北武汉市武昌区火炬路48号。学校建立于1920年，是中国首批重点中学之一，也是武漢市第一所省級示範學校、武漢市首批示範優質高中。校名“湖北省武昌实验中学”九个字由毛泽东题写。该校原址为武昌贡院，曾是湖北湖南两省乡试之地。